# 피지컬 리뷰 레터
피지컬 리뷰 레터(Physical Review Letters)는 미국 물리학회가 발간하는 학술지이다. 물리학 분야에서 권위있는 학술지로 평가받는다.

## 같이 보기
- 중력파 관측